# Kristina Brandi
Kristina Brandi (født 29. marts 1977 i San Juan) er en kvindelig tennisspiller fra Puerto Rico, der har stoppet karrieren. Kristina Brandi startede sin karriere i 1991 og stoppede i 2008. 
4. december 2000 opnåede Kristina Brandi sin højeste WTA single rangering på verdensranglisten som nummer 27. 